# Orchestre symphonique de la NBC
L’Orchestre symphonique de la NBC (en anglais NBC Symphony Orchestra) est un orchestre américain créé en 1937 pour le chef d'orchestre Arturo Toscanini.

## Historique
L'orchestre est créé par David Sarnoff de la chaîne de télévision National Broadcasting Company (NBC). Il est aidé par le chef d'orchestre Artur Rodziński et dans une moindre mesure par Pierre Monteux.
Le premier concert donné par Toscanini se déroule en 1937 à la radio et à la télévision (de 1948 à 1952). Au milieu des années 1950, l'orchestre se produit à Carnegie Hall où se déroule le dernier concert enregistré en 1954.
Toscanini a dirigé le NBC Symphony' pendant 17 ans, avec des tournées en Amérique du Sud en 1940 et aux États-Unis en 1950. Outre Monteux, d'autres chefs prestigieux se sont produits à la tête de l'orchestre : Ernest Ansermet, Erich Kleiber, Erich Leinsdorf, Charles Munch, Fritz Reiner, Leopold Stokowski, George Szell, Bruno Walter, Lorin Maazel, Guido Cantelli. Avec le retrait de Toscanini en 1954, l'orchestre est dissous.

## Symphony of the Air
Quelques instrumentistes ont réussi à rejoindre d'autres orchestres, tels Frank Miller et Leonard Sharrow avec l'Orchestre symphonique de Chicago. Cependant, de nombreux musiciens ont choisi de maintenir la formation avec la création de l'orchestre Symphony of the Air Orchestra. L'orchestre est dirigé par Leonard Bernstein durant la première saison en 1954.
Puis Leopold Stokowski devient directeur musical de 1955 à 1963. L'orchestre enregistre lui aussi et est dirigé aussi bien par Bernstein, Monteux, Reiner, Stokowski, Walter, Thomas Beecham, Alfonso D'Artega et Josef Krips, avant sa dissolution en 1963.